# Cylindroiulus
Cylindroiulus är ett släkte av mångfotingar som beskrevs av Karl Wilhelm Verhoeff 1894. Cylindroiulus ingår i familjen kejsardubbelfotingar.

## Bildgalleri

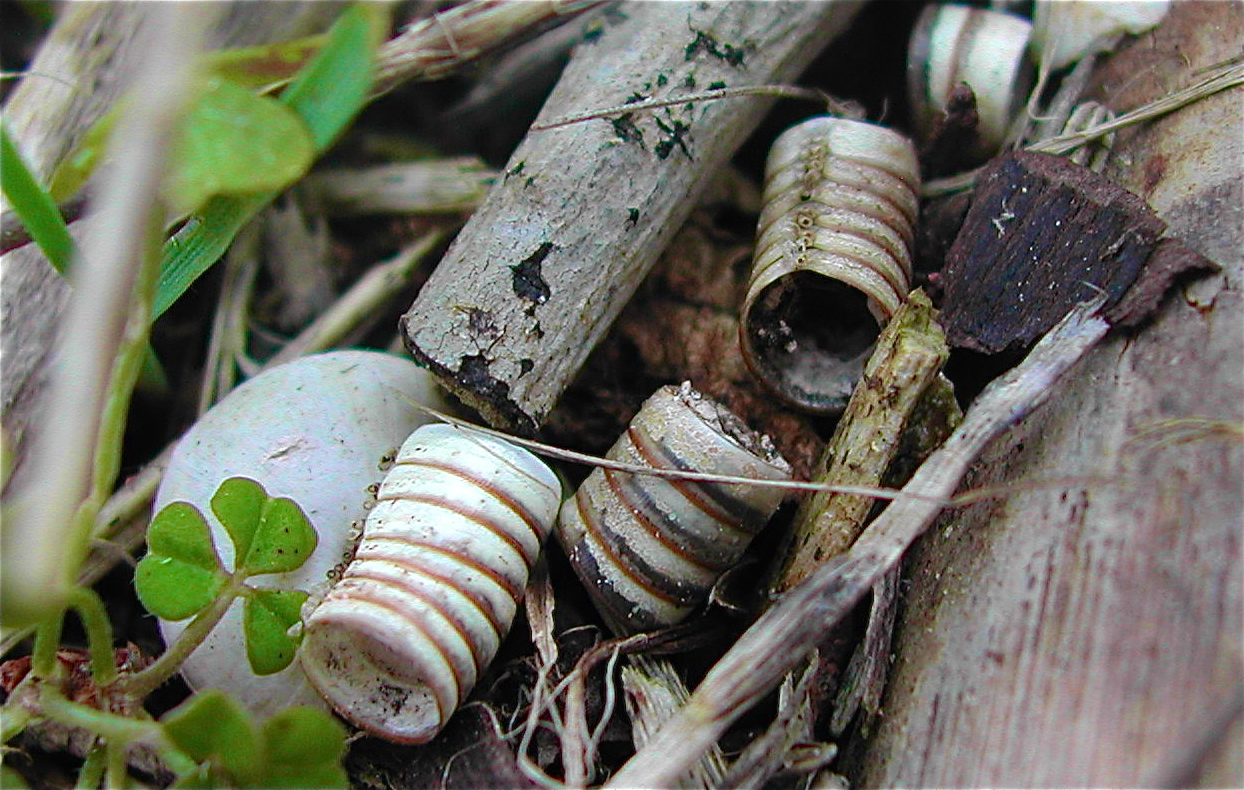
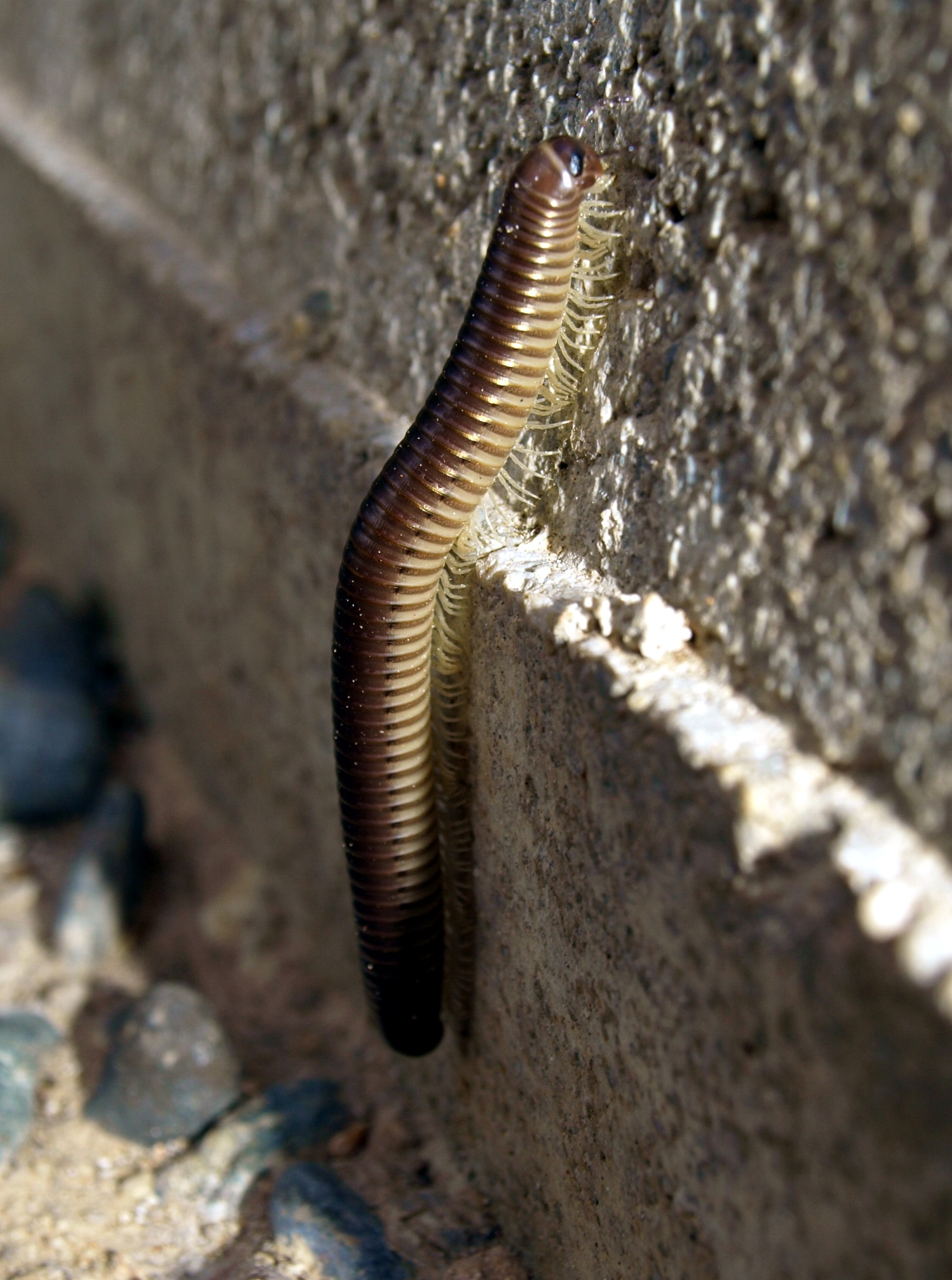

## Dottertaxa tillCylindroiulus, i alfabetisk ordning[1][2]
- Cylindroiulus abaligetanus
- Cylindroiulus aetnensis
- Cylindroiulus algerinus
- Cylindroiulus aostanus
- Cylindroiulus apenninorum
- Cylindroiulus arborum
- Cylindroiulus aternanus
- Cylindroiulus bellus
- Cylindroiulus boleti
- Cylindroiulus bouvieri
- Cylindroiulus britannicus
- Cylindroiulus broti
- Cylindroiulus burzenlandicus
- Cylindroiulus caeruleocinctus
- Cylindroiulus cantoni
- Cylindroiulus cantonii
- Cylindroiulus castanearum
- Cylindroiulus chalandei
- Cylindroiulus costatus
- Cylindroiulus decipiens
- Cylindroiulus dicentrus
- Cylindroiulus distinctus
- Cylindroiulus dubius
- Cylindroiulus ellingseni
- Cylindroiulus festai
- Cylindroiulus franzi
- Cylindroiulus fulviceps
- Cylindroiulus generosensis
- Cylindroiulus gestroi
- Cylindroiulus gigas
- Cylindroiulus horvarthi
- Cylindroiulus horvathi
- Cylindroiulus ibericus
- Cylindroiulus iluronensis
- Cylindroiulus infossus
- Cylindroiulus italicus
- Cylindroiulus kacheticus
- Cylindroiulus kuschkensis
- Cylindroiulus lagrecai
- Cylindroiulus latestriatus
- Cylindroiulus latro
- Cylindroiulus latzeli
- Cylindroiulus limitaneus
- Cylindroiulus londinensis
- Cylindroiulus luridus
- Cylindroiulus madeirae
- Cylindroiulus meinerti
- Cylindroiulus molisius
- Cylindroiulus molybdinus
- Cylindroiulus parisiorum
- Cylindroiulus partenkirchianus
- Cylindroiulus pelatensis
- Cylindroiulus perforatus
- Cylindroiulus placidus
- Cylindroiulus psilopygus
- Cylindroiulus punctatus
- Cylindroiulus rubidicollis
- Cylindroiulus rufifrons
- Cylindroiulus sagittarius
- Cylindroiulus salicivorus
- Cylindroiulus sanctimichaelis
- Cylindroiulus sangranus
- Cylindroiulus sardous
- Cylindroiulus schubarti
- Cylindroiulus siculus
- Cylindroiulus solarius
- Cylindroiulus solis
- Cylindroiulus sorrentinus
- Cylindroiulus strasseri
- Cylindroiulus syriacus
- Cylindroiulus tirolensis
- Cylindroiulus toscanus
- Cylindroiulus tricuspis
- Cylindroiulus truncorum
- Cylindroiulus tunetanus
- Cylindroiulus turinensis
- Cylindroiulus uncinatus
- Cylindroiulus verhoeffi
- Cylindroiulus vitosae
- Cylindroiulus vulnerarius
- Cylindroiulus zinalensis